# Épingle à chapeau
Pour les articles homonymes, voir épingle.

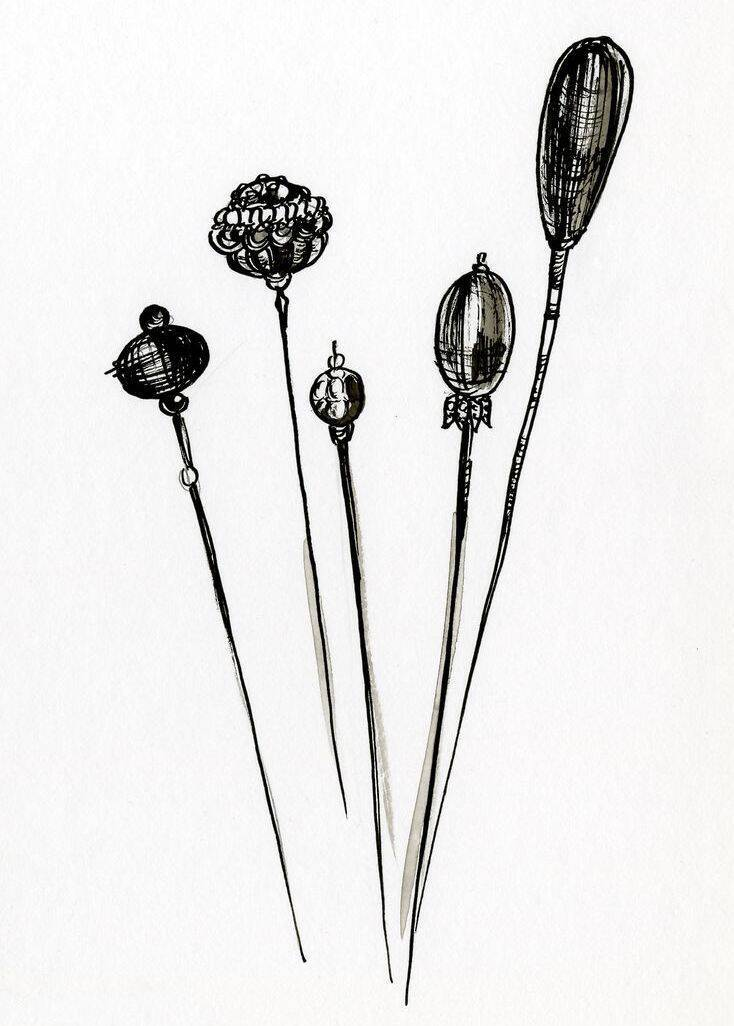
Épingles à chapeau

Une épingle à chapeau est une broche, souvent décorative, qui sert à maintenir un chapeau sur la tête, en le fixant le plus souvent aux cheveux. Dans la culture occidentale, l’épingle à chapeau est presque exclusivement un accessoire féminin. Plusieurs broches peuvent être utilisées simultanément. 
L’épingle à chapeau peut être simple avec juste une tige pouvant mesurer de 5 à 20 cm de longueur et une tête d’épingle. La tête de l’épingle est généralement décorée et sert d’ornementation au chapeau. Certains modèles peuvent avoir un fermoir similaire à celui d'une boucle d’oreille.  
L’épingle à chapeau a été inventée pour tenir les voiles en place sur la tête. Dans la mesure où la fabrication était artisanale, et la demande plus importante que l'offre, la Grande-Bretagne en faisait importer de France.
En 1832, un Américain invente une machine pour remplacer le travail artisanal. Le prix devient alors abordable, et l’usage de l’épingle se généralise pour devenir un accessoire populaire.
En 1908, aux États-Unis, une loi limite la taille des épingles à chapeau afin que les suffragettes ne puissent les utiliser comme des armes.
Les épingles à chapeau font également l’objet de collections.

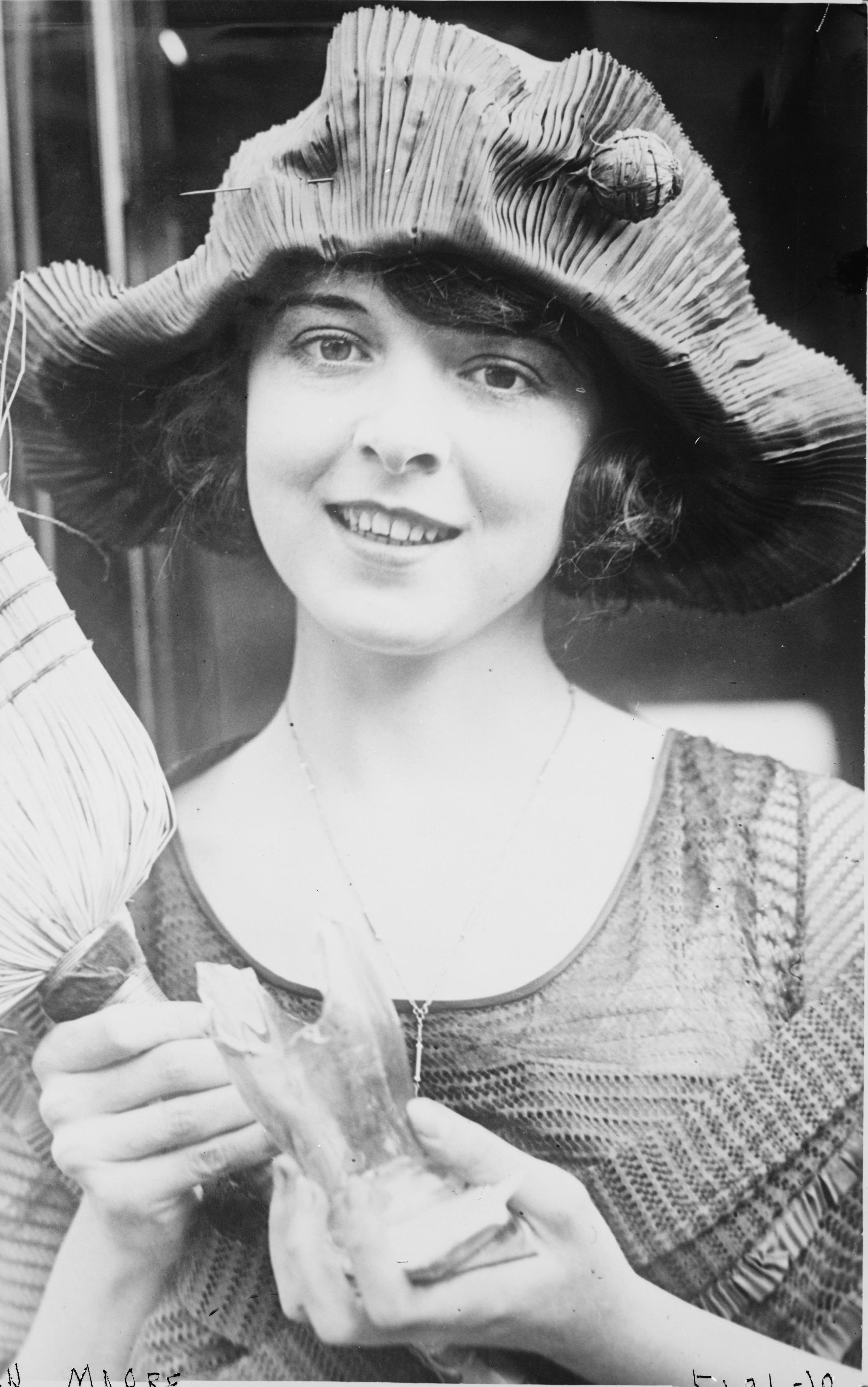
Colleen Moore avec une épingle à chapeau